# Ralniki
 (juin 2024).
Ralniki (en russe : Ральники) est un village de l'établissement rural de Ralniki du raïon de Malmyj de l'oblast de Kirov en Russie européenne. Sa population s'élevait à 229 habitants au recensement de 2010.

## Géographie
Ralniki est située dans l'oblast de Kirov, un sujet de la Russie, dans le district fédéral de la Volga. Le village se trouve dans l'établissement rural de Ralniki, dont il est le chef-lieu, dans le raïon de Malmyj, un raïon du centre de l'oblast,. 
Ralniki, comme tout l'oblast de Kirov, est située dans le fuseau horaire MSK (heure de Moscou). Le décalage horaire appliqué par rapport au temps universel coordonné est +03:00.

## Démographie
Recensements (*) et estimations de la population,:
| 2002 * | 2010* | - | - |
| ------ | ----- | - | - |
| 375    | 229   | - | - |

## Culture locale et patrimoine
Le village possède l'église de la Trinité (1880), qui est classée comme monument d'urbanisme et d'architecture de l'oblast.